# Caro Emerald
Caro Emerald egyrészt Caroline Esmeralda van der Leeuw holland énekesnő köré felépített, 2008 és 2022 között működött igen sikeres popzenei projekt, másrészt van der Leeuw azokban az években használt művészneve. 2022 őszén bejelentették, hogy a Caro Emerald projekt működése befejeződött, van der Leeuw új kiadóval, új stílussal, saját szerzeményekkel, The Jordan néven folytatja pályafutását.

## Pályakép
Caroline Esmeralda van der Leeuw 1981. április 26-án született Amszterdamban, apja holland, anyja Aruba szigetéről származik. Amszterdam De Jordaan negyedében nevelkedett. 12 évesen kezdett énekleckéket venni, majd csatlakozott a Les Elles lányegyütteshez. A középiskolát követően az Amszterdami Konzervatórium jazz-szakára járt, ahol 2005-ben végzett.
A későbbi Caro Emerald projekt kezdete 2007-ben volt, mikor David Schreurs producer/dalszerző és a kanadai Vince Degiorgio megírta a Back It Up című dalát. A dal demo változatának eléneklésére van der Leeuw-ot kérték fel. A felvétellel ugyan sikertelenül házaltak a kiadóknál, de miután felkerült az internetre, pozitív vélemények érkeztek róla. 
Az internetes sikernek köszönhetően 2008 áprílisában a helyi AT5 televíziós csatornán élő műsorban hangzott el a Back It Up, van der Leeuwe ekkor első alkalommal énekelt Caro művésznéven. A tévéadás után a dalt egy helyi rádió is műsorára tűzte, ezután egyre ismertebb és népszerűbb lett. Ezután jött az ötlet egy Caroline hangjára épülő, a negyvenes-ötvenes évek filmdalainak hangulatát latin, jazz és elektronikus zenével vegyítő, ismert zenészektől vett hangmintákat használó, egyedi hangzású album elkészítésére, a Caro Emerald név ekkor született meg.
Mivel továbbra sem találtak kiadót, Schreurs megalapította saját kiadóját
a Grandmono Records céget. A Caro Emerald első kislemeze, a Back It Up 2009. július 6-án jelent meg, majd 12 héten keresztül tartózkodott a holland Top-40 listán. 
Az első album, a Deleted Scenes from the Cutting Room Floor 2010. január 28-án került a boltokba Hollandiában, dupla hanglemez és CD verzióban. A zeneanyag hangzásvilágát régiesre, a késő ötvenes évek hanglemezeihez hasonlóra alakították, egyes zeneszámokhoz lemezzajt is keverték. Az album 27 héten keresztül vezette a holland albumok listáját, megdöntve Michael Jackson Thriller albumának addigi, 26 hétig tartó elsőségét, 2011. decemberére hatszoros platinalemez lett. 2011 elején Caroline hangszálán elváltozást találtak, műtétre került sor, emiatt fél év kihagyás történt.
A második album, a The Shocking Miss Emerald 2013 május elején jelent meg, többek között a Tangled Up és a Liquid Lunch dalokkal. Az album a brit albumlistán is első helyre került.
Caroline első lánya 2014-ben született, ezért 2015-ben csak egy kislemez, a Quicksand került a boltokba. 
2017 márciusában indult a 2018 márciusáig tartó Emerald Island Tour koncertkörút, melynek során 2018. február 26-án a Papp László Sportarénában teltházas koncertet tartottak . A koncertkörút indulásakor adták ki az egzotikus hangzású, hat számos Emerald Island albumot előbb hanglemezen és CD-n, majd 2018. január 5-én 1500, sorszámozott példányban, különleges kialakítású, képbe préselt hanglemezen.  
2017 karácsonyára jelent meg egy különleges album, melyben az egy teljes szimfónikus nagyzenekart és egy big bandet magában foglaló holland Metropole Orkest kíséretében három újrahangszerelt régebbi és három új, karácsonyi hangulatú dal hallható. 
A koncertkörút ideje alatt született meg Caroline második lánya. A következő években a projekt működése lassulni kezdett, már csak egy kislemez, a "Wake Up Romeo" jelent meg, 2020 júniusában. 
2022 augusztus 31-én bejelentették, hogy a Caro Emerald működése befejeződött, ezen a néven sem új zeneanyag, sem koncert nem lesz a jövőben. Van der Leeuw szakítva az addigi retro és jazzes stílussal, a jövőben saját szerzeményeit kívánja előadni, valamint Caro szerepe helyett önmagát adni, The Jordan művésznéven . 2023-ban megjelent az első, Nowhere Near The Sky című albuma, mely teljes szakítás a Caro Emerald életművel.

## Magyarországi koncertek
- 2012. augusztus 9. - Sziget Fesztivál
- 2015. július 23. - debreceni Campus Fesztivál
- 2016. augusztus 27. - Zamárdi Strand Fesztivál
- 2018. február 26. - Papp László Budapest Sportaréna
- 2019. július 10. -  Veszprém Feszt
- 2021. július 30. - Paloznaki Jazzpiknik

## Lemezek

### Stúdióalbumok
- 2010: Deleted Scenes from the Cutting Room Floor (dupla hanglemez, CD, bővített CD, később acoustic sessions változat)
- 2013: The Shocking Miss Emerald (dupla hanglemez, CD, dupla CD, a másodikon koncertfelvétel)[4]
- 2017. március: Emerald Island (6 számos E.P. hanglemez, CD és 1500 példányú, sorszámozott képes hanglemez változatban)
- 2017. december: Metropole Orkest x Caro Emerald By Grandmono (6 számos E.P. hanglemez és CD változatban)

### Kislemezek
- 2009 - Back It Up
- 2009 - A Night like This
- 2010 - That Man
- 2010 - Stuck
- 2011 - Riviera Life (featuring Giuliano Palma)
- 2013 - Tangled up
- 2013 - Liquid Lunch
- 2013 - Completely
- 2013 - One Day
- 2013 - I Belong to You
- 2013 - Come Back As A Man
- 2015 - Quicksand
- 2017 - Watchugot
- 2020 - Wake Up Romeo

### Live
- 2011: Live at the Heineken Music Hall (CD és DVD változat)

## Klipek
- Back It Up
- A Night Like This
- That Man
- I Belong To You
- Tangled Up
- Liquid Lunch
- The Ghost Of You
- Stuck
- Wake Up Romeo

## Díjak
- 2010: NPO 3FM Serious Talent Award
- 2010: Edison Award, Best Female Singer
- 2010: MTV Europe Music Award: Best Dutch and Belgian Act
- 2011: Het Beste Nederlandse lied 2010 (Best Song of the Year 2010)
- 2011: NPO 3FM[5] – Best Album and Best Female Singer
- 2011: TMF Awards (Belgium): for Best Female Singer
- 2012: Goldene Kamera – Best Music International